# Urteilsschelte
Die Urteilsschelte war ein Konflikt im mittelalterlichen Gerichtsverfahren zwischen verschiedenen Urteilsfindern, nicht hingegen zwischen einem Urteilsfinder und einem Verurteilten. Der Verurteilte hatte nicht das Recht der Urteilsschelte.
Im modernen Sprachgebrauch wird umgangssprachlich eine öffentliche Kritik an einem Gerichtsurteil als Urteilsschelte bezeichnet.

## Grundrecht der Sachsen
Die mittelalterliche Adelsrepublik konnte sich eine Art Grundgesetz leisten, wie es im Sachsenspiegel aus der Zeit um 1230 proklamiert wird: Man kann kein Urteil (noch) so rechtmäßig vor dem Königsgericht in Sachsen finden, will es ein Sachse schelten und zieht er es an seine rechte (Schwur-)Hand und an die größere Menge und kämpft er wider das Urteil selbsiebt gegen andere sieben: wo die größere Menge siegt, die hat das Urteil erstritten (Ldr. I/18,1-3). Damit wahrt ein Volk sein traditionelles Volks- oder Stammesrecht und verhindert eine obrigkeitsstaatliche Justiz.

## Rechtsprechung des Adels
Das Recht der Urteilsschelte wird hauptsächlich im Artikel Ldr. II/12 des Sachsenspiegels behandelt. Grundlegend für das ganze System der Rechtsprechung überhaupt ist hier der Artikel II/12,2: Schöffenbarfreie Leute dürfen Urteil finden über jedermann; es darf aber gegen sie niemand Urteil finden, das an ihr Leben oder an ihre Ehre oder an ihr Erbe geht, noch (ihr) Urteil schelten, er sei ihnen denn ebenbürtig. Daraus ergibt sich praktisch eine Gerichtsbarkeit der schöffenbarfreien Leute, d. h. des Adels, über alle anderen von selbst. Sie finden im Gericht des Grafen das Urteil, sie schelten aber auch einer das Urteil des anderen, wenn es nicht der Tradition zu entsprechen scheint – notfalls bis zum Kampf sieben gegen sieben. Nur in der Markgrafschaft herrschen andere Verhältnisse.

## Kampf des Adels um das alte Recht
Normalerweise fand das Schöffenkollegium das Urteil. Dies schloss aber die übrigen schöffenbarfreien Leute nicht von der Rechtsprechung aus, jedermann konnte das Urteil des Schöffenkollegiums schelten: Stehend soll man Urteil schelten, sitzend soll man Urteil finden unter Königsbann ... Wer aber nicht zu den Bänken geboren ist, der soll den Stuhl erbitten mit Urteil, ein anderes Urteil zu finden. So soll ihm jener den Stuhl räumen, der das erste Urteil fand (Ldr. II/12,13). Welches Urteil jener dann findet, das erbiete er sich zu erstreiten mit seinem Eide und ziehe das, wohin er es zu Recht ziehen soll ... (Ldr. II/12,14). Schilt man ein Urteil, das soll man ziehen ... vor den König (Ldr. II/12,4). Jetzt greift aber auch das sächsische Grundrecht: Schilt ein Sachse ein Urteil und zieht er es an seine rechte Hand und an die größere Menge, er muss deswegen fechten selbsiebt seiner Standesgenossen gegen andere sieben. Wo immer die größere Menge siegt, die erstreitet das Urteil. Jeder besiegte Mann zahlt dem Richter Strafe und gibt dem Buße, der gegen ihn gefochten hat. Um Urteil darf man nirgends fechten, denn vor dem Königsgericht (d. h. vor dem Reichstag, Ldr. II/12,8).
Die Urteilsschelte führte also nach dem Sachsenspiegel prinzipiell zum Kampf von sieben gegen sieben vor dem Reichstag. Sie stellte einen Sonderfall des Gerichtskampfes dar.